# BAP Constitución
Le BAP Constitución était un ancien navire de la marine péruvienne.

## Historique
Il a été acquis le 3 septembre 1894 par le gouvernement péruvien d’Andrés Avelino Cáceres lors du soulèvement contre celui-ci pendant la guerre civile péruvienne de 1894-1895. Un transport en bois appelé Chalaco a également été acquis.
Construit en 1886 à Newcastle upon Tyne en Angleterre, ce navire a été intégré à la marine péruvienne en 1894, année à partir de laquelle il fournira d’innombrables services. À bord de cette unité a été créée pendant quelques années la Direction de l’École des apprentis navals, première dépendance de la Marine qui a fonctionné comme centre de formation du personnel subalterne. Il a été en service actif jusqu’en avril 1910, année où il a été transformé en navire-dépôt de charbon et de fournitures navales. Il a ensuite été transformé en ravitailleur de sous-marins jusqu’en 1918, année où il a été radié.